# Кощій Безсмертний (фільм)
«Кощій Безсмертний» (рос. Кащей Бессмертный) — радянський чорно-білий художній фільм-казка, поставлений на студії «Союздитфільм» в 1944 році режисером Олександром Роу. У широкий прокат в СРСР фільм вийшов 27 травня 1945 року. Відновлено в 1980 році. У 2014 році до 70-річного ювілею фільму кінокомпанією «Руссико Планета» була проведена реставрація і колоризація картини.

## Сюжет
Богатир Микита Кожум'яка повертається в рідне село, але на його місці виявляє попелище. Юнак засмучений, коли до нього раптом звертається Дідок Сам-з-перст-борода-сім-верст. Від чоловічка-чарівника дізнається він, що спустошили село орди Кощія Безсмертного, а майбутню його наречену Мар'юшку викрали. Розгніваний Микита бажає розшукати проклятого Кощія, щоб поквитатися. Чоловічок-чарівник напучує молодця, дає йому жменю рідної землі і шапку-невидимку на додачу, на той випадок, якщо герой раптом опиниться в найбільшій небезпеці.
Незабаром мужній воїн верхи на коні приїжджає в чужі краї, де править Кощій, що захопив владу. Біля входу в місто Микита конфліктує зі стражниками, тікає від них і потрапляє на площу, де якраз відбувається судове засідання. Служителі Феміди судять Булата Балагура, збираючись стратити його за спробу крадіжки килима-літака, на якому обвинувачений планував вирушити в царство Кощія і вбити кровожерного тирана. Вислизнувши від стражників, що намагалися його затримати, Микита надягає на голову чарівну шапку, стає невидимим і звільняє Булата Балагура. Разом вони хапають чарівний килим, і летять до Кощія Безсмертного.
Опинившись на краю світу, вони за допомогою хитрості і чарівної шапки непомітно проникають в замок Кощія, де знаходять Марію, що мляво лежить на вівтарі. Коли з'являється Кощій Безсмертний, двоє товаришів ховаються. Вони спостерігають, як Кощій надягає Марії на палець кільце, тим самим повертаючи її до життя. У подальшій розмові Кощій Безсмертний пропонує Марії в останній раз стати його дружиною; але так як дівчина боїться того, хто не має серця, чарівник запевняє її, що воно у нього все ж є. Серце чародія зберігається в чорному яблуці, що росте на чорному дереві, що стоїть на чорній горі. У тому випадку, якщо сміливець наблизиться до дерева, лист розкриється, з'явиться квітка, яка перетвориться в яблуко. Сміливець, що зважиться розламати яблуко голими руками, знайде у ньому серце, але перетвориться у камінь. Марія відмовляється від пропозиції, після чого Кощій знімає з пальця дівчини кільце, і вона впадає у неживий стан. Кільце він кидає у водоспад, який в результаті короткочасно пересихає і відкриває секретний прохід для Кощія Безсмертного. Микита, що ховався до пори, надягає кільце на палець Марії, і знову пробуджує дівчину. Вони збираються вже бігти із замку, однак виявляють зникнення чарівної шапки. Марія знову знімає з пальця кільце, кидає його у водоспад і занурюється у вічний сон, як тільки помічає сум'яття двох чоловіків перед водною перешкодою в потаємному проході Кощія. Таким чином, двоє бойових товаришів тікають, у той час як дівчина залишається полонянкою чародія.
Далі Микита вступає в протистояння з Кощієм Безсмертним. Злий чарівник заклинанням мобілізує власну армію, а добрий молодець бере даровану йому рідну землю і підкидає в повітря, закликаючи таким чином народну дружину на підмогу. Булат Балагур тим часом підіймається на чорну гору, зриває яблуко, розщеплює його і ловить білого голуба, що випав зсередини. Тим часом за поєдинком Микити і Кощія спостерігають дві армії, що вишикувалися одна проти одної. Двічі богатирю вдається обезголовити Кощія Безсмертного, проте всякий раз у чародія замість зрубаної виростає нова голова. Нарешті, Булат Балагур знаходить серце Кощія у вигляді змії, що сховалася під оперенням у голуба. Птаха він випускає, а ось змію розбиває об землю, після чого нещасний Булат перетворюється в камінь. У той же самий час Микита кидає піднятого над головою Кощія на землю, перемагаючи підступного чародія раз і назавжди. Війська поваленого супротивника починають тікати, чари спадають, а возз'єднані герої, прославляють рідну землю.

## У ролях
- Сергій Столяров — Микита Кожум'яка
- Олександр Ширшов — Булат Балагур
- Галина Григор'єва — Марія Морівна
- Георгій Мілляр — Кощій Безсмертний
- Іван Рижов — пустотливий хлопець
- Сергій Юрцев — гусляр
- Сергій Троїцький — повелитель
- Леонід Кровицька — суддя
- Сергій Філіппов — кат
- Петро Галаджев — 1-й стражник
- Іван Бобров — 2-й стражник
- Еммануїл Геллер — 3-й стражник
- Федір Григор'єв — епізод

## Знімальна група
- Сценарій — Володимир Швейцер, Олександр Роу
- Тексти пісень — Сергій Городецький, Наталія Кончаловська
- Постановка — Олександр Роу
- Режисер — Іван Лукинський
- Монтаж — Ксенія Блінова
- Головний оператор — Михайло Кирилов
- Композитор — Сергій Потоцький
- Звукооператор — Сергій Юрцев
- Художники: Микола Акімов, Іван Нікітченко, Сергій Козловський, Євген Некрасов, Петро Галаджев
- Оператори — Костянтин Алексєєв, Л. Сазонов
- Скульптор — М. Савицький
- Художник — Фелікс Богуславський
- Піротехніка — А. Дем'яненко, Ф. Тюменв
- Грим — Анатолій Іванов
- Асистенти — Л. Адамова, Є. Кіссель-Гросс
- Оркестр і хор Комітету у справах кінематографії при РНК СРСР під управлінням — Давида Блока
- Директори картини — Г. Денісон, Павло Данильянц
- Художній керівник студії — Ігор Савченко

Фільм відновлений на кіностудії імені М. Горького у 1980 році.
- Режисер відновлення — Георгій Шепотинник
- Звукооператор — Керім Аміров